# Юбілейний (Калузька область)
Юбілейний (рос. Юбилейный) — селище в Малоярославецькому районі Калузької області Російської Федерації.
Населення становить 852 особи. Входить до складу муніципального утворення Селище Юбілейний.

## Історія
Від 2004 року входить до складу муніципального утворення Селище Юбілейний.

## Населення
| 2002 | 2010 |
| ---- | ---- |
| 934  | ↘852 |